# Marchesato di Medole

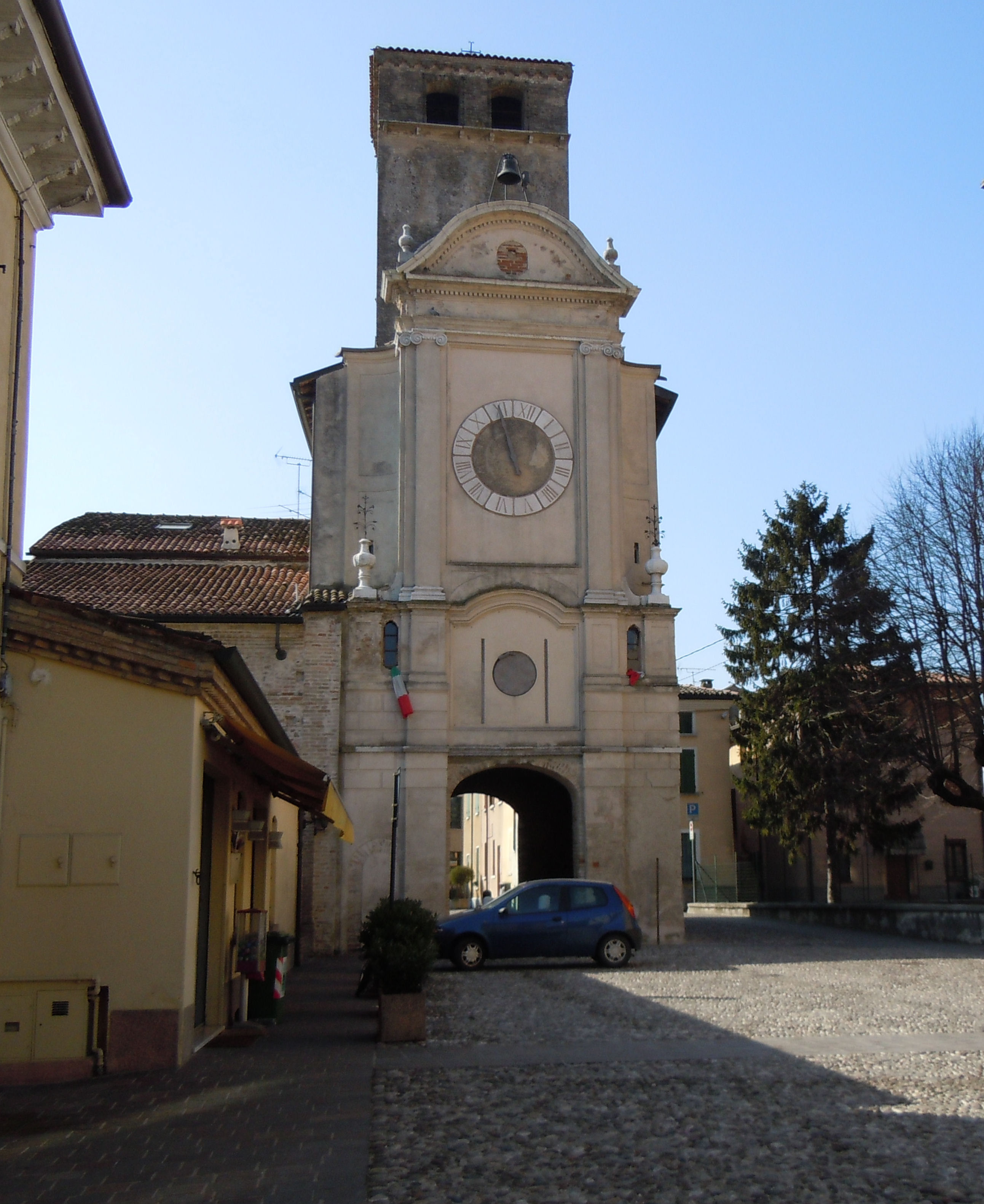
Medole, torre del castello.

Il marchesato di Medole fu feudo di uno dei rami cadetti della famiglia Gonzaga, i "Gonzaga di Castiglione". Esso si formò nel 1610, quando a governarlo venne chiamato Francesco Gonzaga, erede di Ferrante e scomparve nel 1723, quando Ferdinando II Gonzaga fu dichiarato decaduto.

## Storia
Sino alla morte del marchese Rodolfo Gonzaga, assassinato a Castel Goffredo il 3 gennaio 1593, le terre di Medole erano appartenute ai Gonzaga di Castel Goffredo e Castiglione. Morto senza figli maschi, gli succedette nel feudo il fratello Francesco Gonzaga.
Ma sul possesso di Castel Goffredo nacque una lunga vertenza con i parenti di Mantova, nella persona del duca Vincenzo I Gonzaga, che ne ambiva da tempo il possesso. Al fine di placare la discordia tra i due rami della famiglia intervenne l'imperatore Rodolfo II che, con sentenza del 7 novembre 1602, dispose l'aggregazione di Castel Goffredo al ducato di Mantova e Medole al marchesato di Castiglione, nonostante l'opposizione della popolazione locale. Nella permuta veniva aggregato a Medole anche il Convento dell'Annunciata.
Nel 1610 l'imperatore Mattia II nominò il marchese Francesco a principe del Sacro Romano Impero, elevando Castiglione a principato e Medole a marchesato. Il marchesato di Medole seguì le sorti del principato di Castiglione e cessò con Ferdinando II Gonzaga, mentre l'estinzione dei marchesi di Medole ebbe luogo alla morte di Luigi III Gonzaga nel 1819.

## Marchesi di Medole
- 1602-1616: Francesco Gonzaga (1577-1616), fratello di Rodolfo Gonzaga

sposò nel 1598 Bibiana von Pernstein
- 1616-1636: Luigi I Gonzaga (1611-1636), figlio dei precedenti

sposò Laura del Bosco Ventimiglia
- 1636-1675: Ferdinando I Gonzaga (1614-1675), fratello del precedente

sposò nel 1644 la principessa Olimpia Sforza di Caravaggio, senza discendenza maschile
- 1675-1680: Carlo Gonzaga (1616-1680), cugino del precedente

sposò nel 1643 Isabella Martinengo
- 1680-1723: Ferdinando II Gonzaga (1648-1723), figlio dei precedenti

sposò nel 1680 la principessa Laura Pico della Mirandola